# Indates
Indates (Name auch als Sindas überliefert) war ein parthischer General (Strategos), der unter Phraates II. (138 bis 128 v. Chr.) im Amt war und gegen das Heer des seleukidischen Königs Antiochos VII. (138 v. Chr. bis 129 v. Chr.) kämpfte. Unter den Vorgängern von Antiochos VII. sind große Teile des seleukidischen Reiches an die Parther verloren gegangen. Diese hatten in kurzer Zeit vor allem Mesopotamien und Teile des heutigen Irans erobert. 131 v. Chr. brach Antiochos VII. mit einem großen Heer auf, um diese Gebiete wieder zurückzuerobern. Im Sommer 131 v. Chr. kam es am Lykos zu einer ersten Schlacht, auf deren parthischer Seite Indates das Heer anführte und gegen die Seleukiden verlor. Über sein weiteres Schicksal ist nichts bekannt.